# Caragobius
Caragobius és un gènere de peixos de la família dels gòbids i de l'ordre dels perciformes.

## Taxonomia
- Caragobius burmanicus (Hora, 1926)
- Caragobius rubristriatus (Saville-Kent, 1889)[3]
- Caragobius urolepis (Bleeker, 1852)[4][5][6][7][8][9]